# رننوتت

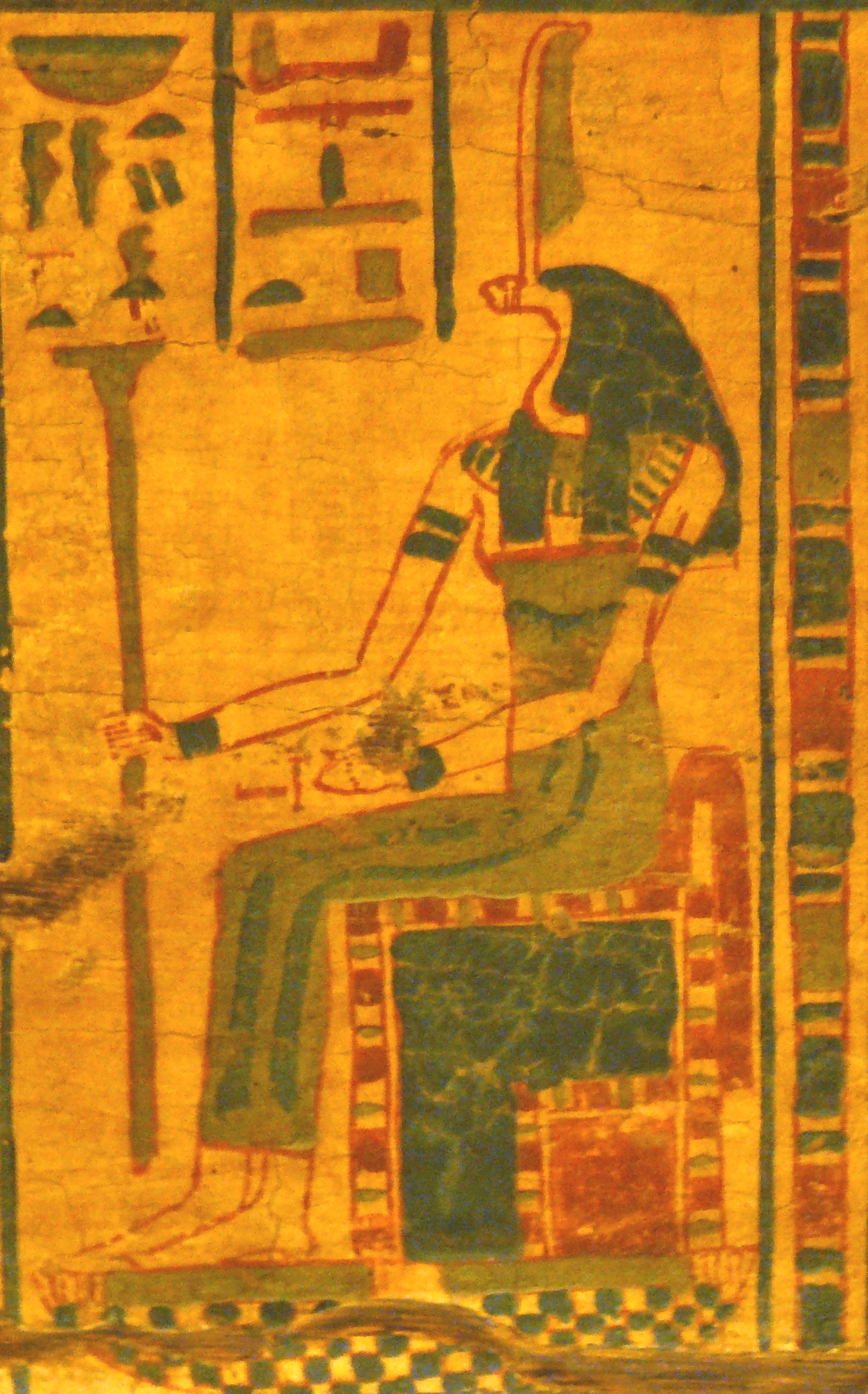

رننوتت (يتم ترجمتها أيضًا بلفظ إرتوتت و رننت) كانت إلهة التغذية والحصاد في الديانة المصرية القديمة. فأهمية الحصاد بالنسبة إلى المصريين جعلتهم يقومون بتقديم العديد من القرابين إليها خلال فترة الحصاد، في البداية كانت تتمركز عبادتها في منطقة كوم أبو بلو بغرب الدلتا وكان يتم تصوير رننوتت على هيئة كوبرا، أو على هيئة امرأة برأس كوبرا.
تساعد الأفعال «دلل، وأرضع، وربى» على تفسير اسم رننوتت فهذه الآلهة كانت «المربية» التي تعتني بالملك المصري منذ ولادته وحتى وفاته.
هي كانت النسخة النسوية من المعبود شاي «المصير»، الذي يمثل المصير الإيجابي للأطفال وإلى جانب ذلك فإن رننوتت هي أيضًا ثرموثس أو هيروثس في الحضارة اليونانية. فهي تجسد خصوبة الحقول وحامية المناصب والسلطة الملكية.
عادة كان يتم النظر إلى رننوتت آلهة الإطعام على أن زوجها هو سوبيك. وذلك نظراً لأنه كان يتم تمثيله بنهر النيل، الذي يتسبب فيضانه السنوي في ترسيب الطمي الخصب الذي يجعل الأرض قادرة على إنتاج حصاداً وفيرًا. ولقد تم تكريس معبد مدينة ماضي لكلاً من سوبك ورننوتت. وهو عبارة عن مبنى صغير ومزحرف يقع في مدينة الفيوم.

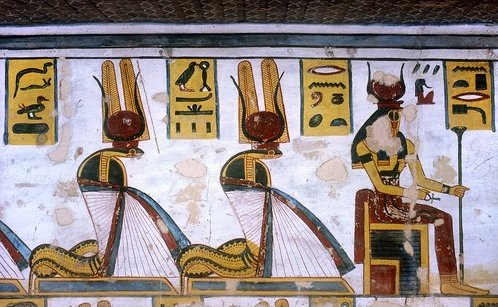
السيدتين (نبتي): رننوتت و هي على هيئة حيات الكوبرا.

عادة، كان يُنظر إلى رننوتت على أنها أم نحب-بكاو، التي كانت أحياناً يتم تمثيلها أيضاً على هيئة ثعبان. وعندما يتم إعتبارها والدة نخب-كاو يتم النظر إليها على أنها زوجة جب، الذي يمثل الأرض.
المعبودة رننوتت كانت والدة الإله نبري.
إن رننوتت بإعتبارها الإلهة الثعبانة التي يتم عبادتها على كامل أراضي مصر السفلى إرتبطت فيها بعد وبشكل متزايد بحامية مصر السفلى، الإلهة القديرة واجيت، وهي حية أخرى يتم تمثيلها بالكوبرا. في نهاية المطاف نجد أن رننوتت تم إعتبارها صورة بديلة لواجيت، التي يُقال أن نظرتها تذبح الأعداء. فواجيت كانت الكوبرا الظاهرة على تاج الملوك المصريين القدماء.